# Fontenay-le-Comte
Fontenay-le-Comte is een gemeente in het Franse departement Vendée (regio Pays de la Loire). De plaats is de onderprefectuur van het arrondissement Fontenay-le-Comte. De gemeente telde 13.806 inwoners op 1 januari 2022.

## Geschiedenis
De stad ontstond rond een doorwaadbare plaats waar een kasteel was gebouwd. Er ontstond een laken- en leernijverheid, met name in de wijk Les Loges op de linkeroever van de Vendée. De stad kende een bloeiperiode in de zestiende eeuw. Toen werden het kasteel van Terre-Neuve en verschillende rijke burgerhuizen gebouwd. De stad was toen een centrum van humanisten.
In 1790 werd de stad hoofdstad van het nieuwe departement Vendée. In 1793 werd de stad herdoopt in Fontenay-le-Peuple. In dat jaar begon de opstand in de Vendée. Op 25 mei kwam de stad in handen van de opstandelingen waarbij 3.300 republikeinse soldaten werden gevangen genomen. De opstandelingen ontruimden de stad en lieten haar zonder slag over aan het republikeinse leger. In 1804 verloor de stad haar rol als hoofdstad van het departement aan het meer centraal gelegen La Roche-sur-Yon.

## Bezienswaardigheden
- Kasteel van Terre-Neuve: Het kasteel werd aan het einde van de 16e eeuw gebouw door Nicolas Rapin. Van 1701 tot de Franse Revolutie huisden lazaristen in het kasteel. In het midden van de negentiende eeuw werd het kasteel verbouwd en kreeg het zijn huidige uiterlijk.
- Église Notre-Dame: De gotische kerk uit de vijftiende eeuw werd gebouwd bovenop een oudere, romaanse kerk. Hiervan is de elfde-eeuwse crypte bewaard gebleven. De klokkentoren is meer dan tachtig meter hoog.[2]

## Geografie
De oppervlakte van Fontenay-le-Comte bedroeg op 1 januari 2022 34,05 vierkante kilometer; de bevolkingsdichtheid was toen 405,5 inwoners per km². De gemeente is heuvelachtig, behalve de wijk Les Loges die in de riviervlakte van de Vendée ligt.
De onderstaande kaart toont de ligging van Fontenay-le-Comte met de belangrijkste infrastructuur en aangrenzende gemeenten.

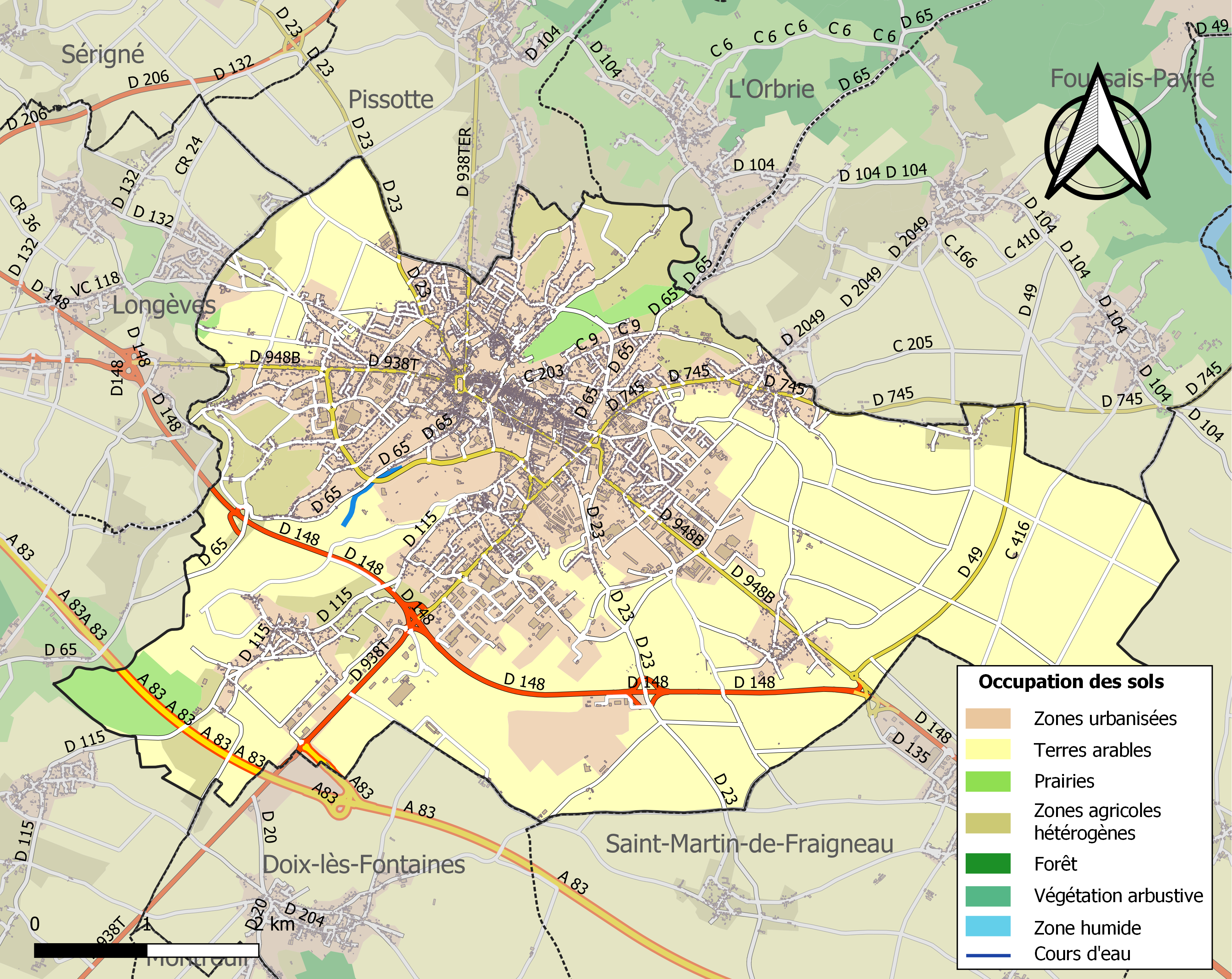

## Demografie
Onderstaande figuur toont het verloop van het inwonertal (bron: INSEE-tellingen).

## Sport
Fontenay-le-Comte was één keer etappeplaats in de Ronde van Frankrijk. Op 7 juli 2018 won de Colombiaan Fernando Gaviria er de openingsetappe.

## Geboren in Fontenay-le-Comte
- Mathurin Jacques Brisson (1723-1806), natuuronderzoeker
- Augustin Daniel Belliard (1769-1832), generaal en diplomaat
- Renée Carl (1875-1954), actrice uit de stomme filmperiode
- André Popp (1924-2014), componist, arrangeur en scenarioschrijver
- Giovanni Bernaudeau (1983), wielrenner